# Rosa Elena Bonilla
Rosa Elena Bonilla Ávila, también conocida como Rosa Elena de Lobo (Tegucigalpa, 2 de febrero de 1967), es una secretaria, diseñadora de interiores hondureña, esposa del expresidente constitucional de la República de Honduras, Porfirio Lobo y por ende ex primera dama de Honduras (2010-2014). 
En febrero de 2018 fue detenida por corrupción y en septiembre de 2019 condenada a 58 años de cárcel por cargos de fraude y apropiación ilícita, una condena histórica en el país. 
En marzo de 2020 esta condena fue anulada y se ordenó la realización de un nuevo juicio.

## Biografía
Rosa Elena es hija del matrimonio entre el señor Fernando Bonilla Martínez y la señora María Elena Ávila. En su niñez vivió en el barrio El Bosque de la ciudad de Tegucigalpa, realizando sus estudios en los centros educativos de Tegucigalpa; los primarios en la escuela 14 de julio y los secundarios en el Instituto Alfa, donde obtuvo el título de secretaria ejecutiva, se graduó de Bachiller en Computación en 1987 y también completó estudios de educación superior en Diseño de Interiores.
A inicios de la década de 1990 Rosa Bonilla fungió como secretaria en el despacho del señor Porfirio Lobo, quien era Director de la Corporación Hondureña de Desarrollo Forestal (Cohdefor) —ahora Instituto de Conservación Forestal. Rosa y Porfirio contrajeron matrimonio en el año 1992. De dicha unión procrearon tres hijos: Ámbar, Saíd y Luis, de apellidos Lobo Bonilla.
En el año 2002, con su esposo siendo presidente del Congreso Nacional, fue elegida como Presidenta de la Asociación de Esposas de Diputados del Congreso Nacional de Honduras. Ese mismo año, también fue nombrada como vicepresidenta de las Aldeas Infantiles SOS de Honduras. En 2006 Rosa Elena creó la fundación Una Libra de Amor, con el objetivo de apoyar la niñez hondureña en riesgo social y pobreza. En octubre de 2013, siendo primera dama, asistió a la inauguración del Centro de atención Especial que lleva su nombre, ubicado en el Barrio El Hatillo de la capital, y que es parte del Instituto Hondureño de la Niñez y la Infancia (IHNFA).

## Proceso judicial
La mañana de 28 de febrero de 2018 Rosa Elena fue capturada en su vivienda en el sector El Chimbo, en Tegucigalpa, bajo acusaciones por corrupción, que fueron producto de una investigación entre el Ministerio Público y la Misión de Apoyo contra la Corrupción y la Impunidad en Honduras (Maccih), que llamó a este caso "La caja chica de la dama". Ese día Rosa Elena recibió medida de detención judicial y fue remitida a la Penitenciaría de Adaptación Femenina ubicada en Támara. En agosto, fue ratificada la prisión preventiva para los implicados en el caso.
Según la acusación, Bonilla formaba parte de una red de blanqueo de capitales que se apropió de unos 16 millones de lempiras, los cuales eran fondos estatales destinados a obras sociales. El 22 de enero de 2014 (5 días antes del término de sus funciones como primera dama) Rosa habría abierto una cuenta personal para transferir 12 millones de lempiras (alrededor de 500 mil USD) desde la cuenta oficial del despacho de la primera dama. En el caso también fueron implicados su cuñado, Mauricio Mora y su exsecretario privado, Saúl Escobar. 
El 20 de agosto de 2019, Bonilla fue encontrada culpable de tres delitos de apropiación ilícita y ocho de fraude, y absuelta de los delitos de lavado de activos y malversación de fondos públicos. El 4 de septiembre se le dictó una pena de 58 años de prisión: 10 por los cargos de apropiación ilícita y de 6 años por cada cargo de fraude, además de una multa de 1.2 millones de lempiras —el 10% del valor apropiado— y el comiso de bienes y del valor total de lo defraudado. Por su parte, Saúl Escobar fue condenado a 48 de prisión y Mauricio Mora fue absuelto de todos los cargos por insuficiencia probatoria.
El 13 de marzo de 2020 la Sala de lo Penal de Corte Suprema de Justicia anuló de manera unánime el juicio llevado a cabo y ordenó que se repitiera. Esto en respuesta a dos recursos de quebrantamiento de forma presentados por la defensa, por los que la Sala de lo Penal reconoció múltiples irregularidades.

## Condecoraciones
Como Primera dama de la nación la señora Rosa Elena de Lobo, ha recibido las siguientes condecoraciones y honores:
- Educadora Honoraria, otorgado por la Universidad de Utah Valley, U.S.A.
- Mujer Fenomenal año 2010, otorgado por la Cámara de Comercio Internacional de Miami, U.S.A.
- Pergamino a la Dama del Arte, otorgado por la Escuela Nacional de Bellas Artes (Honduras).